# Communauté de communes de la Région d'Arcis-sur-Aube
La communauté de communes de la Région d'Arcis-sur-Aube est une ancienne communauté de communes française, située dans le département de l'Aube et la région Grand Est

## Historique
- 1er janvier 1993 : Création de la CC.

- Le 1er janvier 2017, la Communauté de communes d'Arcis, Mailly, Ramerupt est issue de la fusion des trois communautés de communes de la Région d'Arcis-sur-Aube, du Nord de l'Aube et de la Région de Ramerupt.

## Composition
Elle était composée des communes suivantes le 1er janvier 2016:
| Nom                         | Code Insee | Gentilé        | Superficie (km2) | Population (dernière pop. légale) | Densité (hab./km2) |
| --------------------------- | ---------- | -------------- | ---------------- | --------------------------------- | ------------------ |
| Arcis-sur-Aube (siège)      | 10006      | Arcisiens      | 9,49             | 2 870 (2014)                      | 302                |
| Champigny-sur-Aube          | 10077      |                | 6,71             | 99 (2014)                         | 15                 |
| Dosnon                      | 10130      | Dosnonais      | 28,69            | 119 (2014)                        | 4,1                |
| Grandville                  | 10167      | Grandvillais   | 9,24             | 110 (2014)                        | 12                 |
| Le Chêne                    | 10095      |                | 21,01            | 325 (2014)                        | 15                 |
| Lhuître                     | 10195      | Lhuîtriens     | 35,82            | 297 (2014)                        | 8,3                |
| Mesnil-la-Comtesse          | 10235      | Mesniliens     | 0,95             | 38 (2014)                         | 40                 |
| Nozay                       | 10269      | Nozéens        | 15,75            | 146 (2014)                        | 9,3                |
| Ormes                       | 10272      | Ormillats      | 10,14            | 200 (2014)                        | 20                 |
| Pouan-les-Vallées           | 10299      | Pouanais       | 16,61            | 554 (2014)                        | 33                 |
| Saint-Étienne-sous-Barbuise | 10338      | Stéphanois     | 10,84            | 153 (2014)                        | 14                 |
| Saint-Nabord-sur-Aube       | 10354      | Naboriens      | 8,55             | 138 (2014)                        | 16                 |
| Saint-Remy-sous-Barbuise    | 10361      | Saint-Rémytons | 15,57            | 216 (2014)                        | 14                 |
| Torcy-le-Grand              | 10379      | Torcyens       | 7,54             | 449 (2014)                        | 60                 |
| Torcy-le-Petit              | 10380      | Torcéens       | 7,29             | 80 (2014)                         | 11                 |
| Villette-sur-Aube           | 10429      | Villetiots     | 7,28             | 266 (2014)                        | 37                 |
| Voué                        | 10442      | Vouziens       | 13,25            | 657 (2014)                        | 50                 |

## Compétences
- Création, aménagement, entretien et gestion de zone d'activités industrielle, commerciale, tertiaire, artisanale ou touristique
- Action de développement économique (Soutien des activités industrielles, commerciales ou de l'emploi, Soutien des activités agricoles et forestières…)
- Tourisme
- Construction ou aménagement, entretien, gestion d'équipements ou d'établissements culturels, socioculturels, socio-éducatifs, sportifs
- Constitution de réserves foncières
- Prise en considération d'un programme d'aménagement d'ensemble et détermination des secteurs d'aménagement au sens du code de l'urbanisme
- Création, aménagement, entretien de la voirie
- Opération programmée d'amélioration de l'habitat (OPAH)
- Autres

## Sources
- Le SPLAF (Site sur la Population et les Limites Administratives de la France)